# New Year Island (Tasmanien)
New Year Island (englisch für Neujahrsinsel) ist eine unbewohnte, 98,22 Hektar große Insel im Südosten Australiens, die zum Bundesstaat Tasmanien gehört. Sie ist Teil und zugleich Namensgeber der New-Year-Island-Gruppe. Weiter südlich liegt, getrennt durch eine etwa 600 Meter breite Meerespassage, das etwas kleinere, gleichfalls unbewohnte Eiland Christmas Island; die nächstgelegene bewohnte Insel ist in östlicher bis südlicher Richtung King Island in einer Entfernung von etwa fünf Kilometern.
Gegen Ende des 18. und zu Beginn des 19. Jahrhunderts war New Year Island ein wirtschaftlich wichtiger Ort für die Robbenjagd sowie die Verladung von Fellen, Robbenfleisch und Tran; heute ist sie ein Schutzgebiet in Form eines Game Reserves, insbesondere für Vögel.

## Lage
Die Insel liegt nordwestlich vor King Island und damit nordnordwestlich vor der Nordwestspitze Tasmaniens, etwa auf halbem Weg zwischen Cape Grim auf Tasmanien und Cape Otway in Victoria.
Sie befindet sich am nördlichen Rand der Roaring Forties, einer Region der Westwinddrift zwischen dem 40. und 50. Grad südlicher Breite. Über weite Teile des Jahres herrschen starke Westwinde vor; hieraus resultieren häufig starke Meeresströmungen und hoher Seegang, woraus sich große Gefahren für die früher üblichen Frachtsegler ergaben. New Year Island liegt am Rand des Schelfs des australischen Kontinents. Zusammen mit größeren Inseln wie King Island und denen der Hunter-Island-Gruppe direkt vor Tasmanien bildet sie einen sichtbaren Überrest der ehemaligen eiszeitlichen Landbrücke zum australischen Festland, als der Meeresspiegel um bis zu 130 Meter tiefer lag. Vor etwa 6000 Jahren verlor die heutige Insel ihre Verbindung zum australischen Hauptland.
Die Zuordnung von New Year Island zu einer bestimmten Meeresregion hängt von der jeweiligen Grenzziehung ab: Folgt man der International Hydrographic Organization, wonach die westliche Grenze der Bass-Straße (englisch: Bass Strait) definitionsgemäß von Cape Otway über King Island zum Cape Grim im Nordwesten Tasmaniens verläuft, liegt die Insel im Indischen Ozean beziehungsweise im östlichen Teil der Großen Australischen Bucht (in einem weiter gefassten Sinn). Nach anderen Sichtweisen liegt die westliche Grenze der Bass-Straße weiter westlich, beispielsweise orientiert am unterseeischen australischen Festlandsockel. Hiernach liegt New Year Island noch in der westlichen Bass-Straße, die als Meerenge Tasmanien vom australischen Festland trennt.
Die Insel ist von mehreren über- und unterseeischen Felsen umgeben und relativ flach; ihre höchste Erhebung liegt drei Meter über dem Meeresspiegel. Zwischen New Year und King Island liegt die Meerespassage King George Strait, auch als King George Passage bezeichnet, mit vergleichsweise tiefem Wasser, aber auch einzelnen Felsen und Riffen; südöstlich vor New Year Island befindet sich der Ankerplatz Franklin Road, der vor allem im 19. Jahrhundert zum Übersetzen nach New Year, King und Christmas Island per Boot genutzt wurde. Die Verwaltung von New Year Island erfolgt nicht über die kommunale Gebietskörperschaft King Island Municipality, sondern unmittelbar durch den Tasmania Parks and Wildlife Service (PWS) als Teil des tasmanischen Department of Primary Industries, Parks, Water and Environment (DPIPWE).

## Ältere, alternative Bezeichnungen
Im 19. Jahrhundert trug New Year Island in verschiedenen Quellen auch geringfügig abweichende Namen:
- New Year’s Island, also entsprechend den alten englischsprachigen Gepflogenheiten mit Genitiv-s, ferner
- North New Year(’s) Island, soweit das heutige Christmas Island als South New Year(’s) Island bezeichnet wurde.

## Geschichte
Wann genau und von wem New Year Island entdeckt wurde, ist nicht völlig geklärt. Anhaltspunkte bestehen, dass die Insel bereits in den 1790er-Jahren von Pelzjägern zur Jagd auf Pelzrobben, Seebären und See-Elefanten aufgesucht wurde. Im Jahr 1802 lebten Pelzjäger ständig auf der Insel, um Robben zu häuten und ihre Felle zu sammeln. Die Brigg Harrington lief die Insel an, um die Felle von hier und den Nachbarinseln abzuholen. Die örtlichen Bestände wurden in den folgenden Jahrzehnten stark dezimiert bis hin zum Ausrotten einzelner Arten.
Für 1861 ist belegt, dass chinesische Gemüsegärtner auf der Insel lebten und das Land bewirtschafteten, dies wurde jedoch bald wieder aufgegeben. Eine Ursache könnte gewesen sein, dass auf der Insel natürliche Süßwasserquellen fehlen beziehungsweise die Bewohner auf aufgefangenes Regenwasser angewiesen waren. Zudem begannen zu jener Zeit erste Siedler das dichte Buschwerk sowie die Wälder auf der benachbarten Insel King Island, auf der Bäche ganzjährig eine ausreichende Wasserversorgung gewährleisten, zu roden und dadurch Land urbar zu machen. In der Folgezeit betraten nur Jäger gelegentlich New Year Island, um Vögel zu fangen und Robben zu jagen; seit 1957 ist dies behördlich näher geregelt. Im Jahr 1987 besuchte der Wildtierbiologe Nigel Brothers vom tasmanischen Parks and Wildlife Service mit einem Team zunächst Christmas Island und sodann New Year Island, um die Inseln zu kartieren und Daten zur Fauna und Flora zu erfassen. Zwischen 2001 und 2010 suchte der französische Wildtierbiologe Fabien Aubret (* 1975) regelmäßig New Year Island und Christmas Island auf, um Daten zu den dort lebenden Tigerottern, einer Schlangenart, zu erheben.

## Fauna und Flora

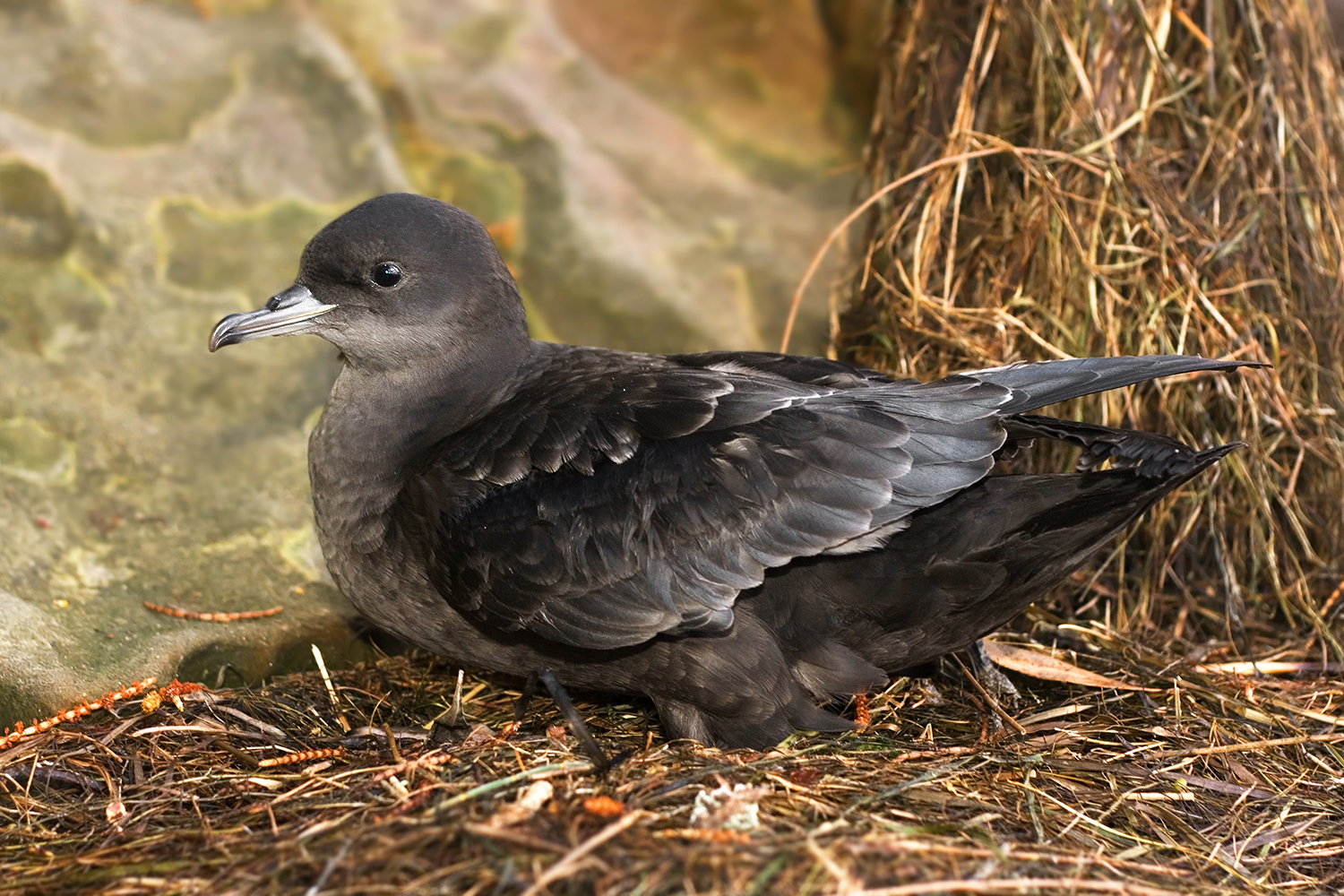
Kurzschwanz-Sturmtaucher (Puffinus tenuirostris) als Jungtier, wie es auch auf New Year Island aufgezogen wird und eingeschränkt bejagt werden kann

Jedes Jahr finden sich große Kolonien von Kurzschwanz-Sturmtauchern (Puffinus tenuirostris) auf New Year Island ein; die Zugvögel brüten und ziehen ihre Jungtiere dort auf. In den ufernahen Dünenzonen nisten ferner Thinornis rubricollis rubricollis, Watvögel aus der Familie der Regenpfeifer. Weitere Arten von See- und Watvögeln nutzen die Insel als Ruhezone und das umgebende Meer als Nahrungsquelle. Im Übrigen ähnelt die dortige Tier- und Pflanzenwelt derjenigen der mehr als 120 weiteren Inseln der Bass-Straße von ähnlicher Größe.

## Subfossile Funde
Im Rahmen der Erkundung von New Year Island entdeckte Brothers 1987 mit seinem Team eine Lagerstätte mit besonderen Tierknochen. Im Nordosten der Insel war der Dünensand auf einer Fläche von etwa einem Hektar durch Wind soweit abgetragen worden, dass Skelettteile von Tieren zum Vorschein kamen, darunter nicht nur solche von Seevögeln. Zu den überraschenden Funden zählen mit dem Rotbauchfilander (Thylogale billardierii) und dem Rotnackenwallaby (Macropus rufogriseus) (beides Känguruarten) sowie dem Nacktnasenwombat (Vombatus ursinus) drei Arten von Pflanzenfressern. Da die Insel mit ihrer heutigen Größe deutlich zu klein für drei Arten von Herbivoren ist, wird vermutet, dass die Knochen aus einer Zeit von vor mehreren tausend Jahren stammen, als der Meeresspiegel noch deutlich niedriger lag und eine Landverbindung zu King Island beziehungsweise zu Tasmanien bestand. Entsprechendes wird für Knochenfunde eines Riesenbeutelmarders (Dasyurus maculatus) angenommen, der als Fleischfresser auf stehendes Süßwasser angewiesen ist, das auf New Year Island seit langer Zeit nur periodisch in Form von regengefüllten Pfützen vorhanden ist.
Weitere Skelettfunde ließen sich einem Südafrikanischen Seebären (Arctocephalus pusillus) und einem (Wild-)Schwein zuordnen. Bei den Seebären wird vermutet, dass sie New Year Island möglicherweise noch bis in das frühe 19. Jahrhundert als Ruhezone oder Aufzuchtgebiet für Jungtiere nutzten, dort jedoch rasch durch Pelzjäger ausgerottet wurden. Bei den gefundenen Knochen des Schweins ist unklar, ob sie von einem Tier stammen, das die Pelzjäger zunächst als lebenden Proviant mitführten, oder aus der Zeit, als die Insel um 1861 von den chinesischen Gemüsegärtnern bewirtschaftet wurde.
Die Mischung von Tierknochen verschiedener Epochen wird mit der Wanderung der Sanddünen erklärt. Fundstätten mit ähnlicher Zusammensetzung waren zuvor bereits auf King Island entdeckt und ab 1973 näher beschrieben worden.

## New Year Island Game Reserve
Bereits seit dem 17. Juni 1957 steht New Year Island in Gänze unter staatlichem Schutz; hingegen wurde die Nachbarinsel Christmas Island erst im Januar 1992 unter Schutz gestellt. Es besteht ein General Management Plan mit regelmäßigen Reserve Reports. Seit 1981 ist das Gebiet um New Year Island nach Kategorie VI des IUCN Protected Areas Categories System der International Union for Conservation of Nature and Natural Resources (IUCN) als „Ressourcenschutzgebiet“ eingestuft; dabei handelt es sich um ein „Gebiet, dessen Management der nachhaltigen Nutzung natürlicher Ökosysteme und Lebensräume dient“, mithin ein eher geringer Schutzstatus. Zusammen mit dem umgebenden Küstensaum umfasst das Game Reserve von New Year Island eine Fläche von 129,79 Hektar. Es ist eines von zwölf Schutzzonen dieser Kategorie in Tasmanien.
Zusammen mit fünf weiteren ist das Game Reserve von New Year Island als Muttonbird island ausgewiesen; als besonderes Jagdgebiet ist es das flächenmäßig größte dieser Art in Tasmanien. Inhabern einer Lizenz für private oder kommerzielle Zwecke ist es erlaubt, die Insel in etwa von der letzten Märzwoche bis zur letzten Aprilwoche zu betreten; die zu dieser Zeit zumeist noch nicht flugfähigen Jungtiere der Kurzschwanz-Sturmtaucher dürfen aus den Nestern beziehungsweise Aufzuchtzonen entnommen werden. Das Fleisch der Vögel gilt als wohlschmeckend und kommt – in heute (2019) nur noch geringem Umfang – als „tasmanische Jungtauben“ auf den Markt. Das Magenöl wird für medizinische Zwecke verwendet. Früher wurden die Tiere zudem als Fischköder genutzt. Diese Art der Sturmtaucher wird von der IUCN als ungefährdet (least concern) gelistet. Hohe Populationszahlen und festgelegte Fangquoten sollen verhindern, dass sich der Fang für den menschlichen Verzehr negativ auf den Bestand auswirkt. Das Einsammeln von Muttonbirds ist eine Tradition, die bereits von den tasmanischen Aborigines, den Tasmaniern, betrieben wurde und eine wichtige Rolle beim Cape-Grim-Massaker spielte, als 1828 vier weiße Schäfer dreißig Ureinwohner töteten.